# Prinz-Max-Palais (Karlsruhe)

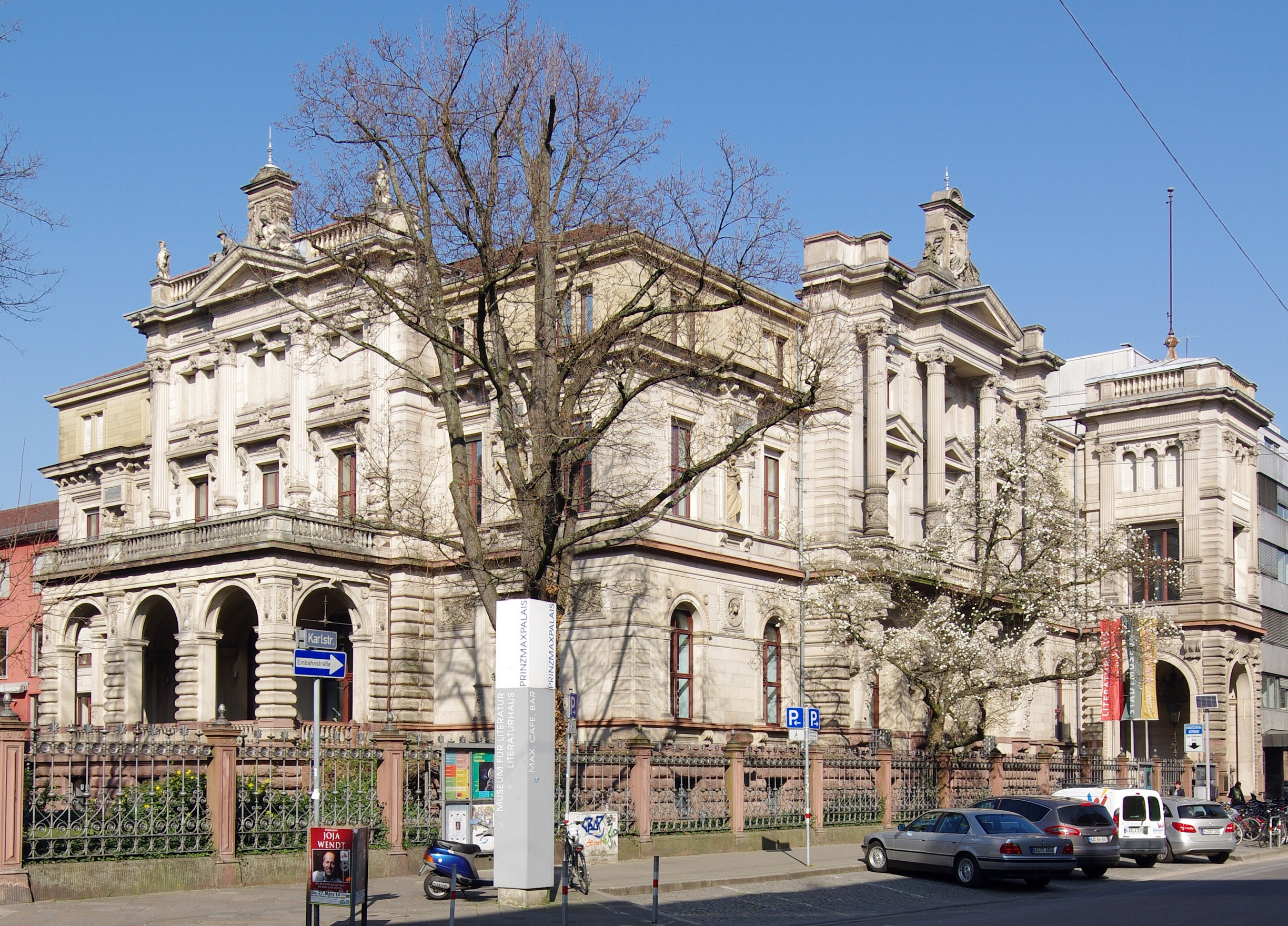
Prinz-Max-Palais

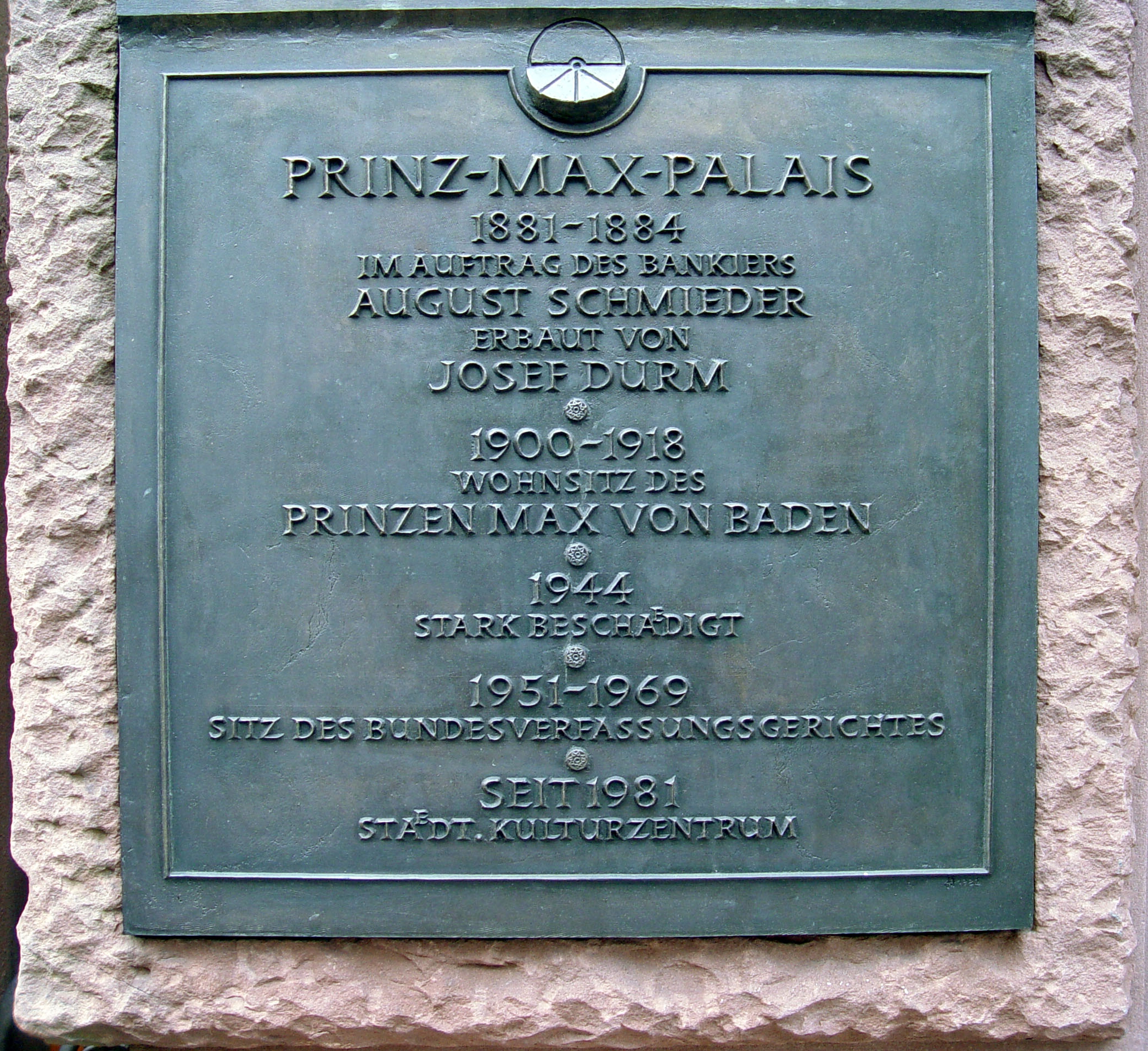
Gedenktafel am Eingang

Das Prinz-Max-Palais, anfangs Palais Schmieder, wurde von 1881 bis 1884 nach Entwürfen Josef Durms im Stil der Neorenaissance in Karlsruhe errichtet. Namensgeber ist Prinz Max von Baden, der das Palais ab dem Jahr 1900 bewohnte.

## Geschichte
Das Gebäude entstand in den Jahren 1881 bis 1884 nach Plänen des Architekten Josef Durm. Der Bauherr, der in Karlsruhe geborene Unternehmer August Schmieder (1824–1897), ließ die Villa als Altersruhesitz erbauen. Er war in Karlsruhe als Brauereibesitzer gescheitert, bevor er sein Vermögen ab 1850 im Bergbau und als Bankier in Breslau erlangte. Nach dem Tod Schmieders erwarb Prinz Max von Baden das Anwesen und zog im Jahr 1900 dort ein.
1929 übernahm die Industrie- und Handelskammer für Karlsruhe und Baden das Gebäude, die es zum Teil selbst nutzte und zum Teil vermietete. Bei den Luftangriffen im Zweiten Weltkrieg wurde es 1944 stark beschädigt. Nach seinem Wiederaufbau war es von 1951 bis 1969 der erste Amtssitz des Bundesverfassungsgerichts. Die Stadt Karlsruhe erwarb das Palais 1969 von der Industrie- und Handelskammer. Bis 1975 war dort die Pädagogische Hochschule Karlsruhe untergebracht.
Seit 1981 ist das Prinz-Max-Palais ein städtisches Kulturzentrum mit dem Stadtmuseum Karlsruhe, der Jugendbibliothek der Stadtbibliothek Karlsruhe, dem Museum für Literatur am Oberrhein und dem Sitz der Literarischen Gesellschaft Karlsruhe. Bis 1997 stellte die Städtische Galerie Karlsruhe im Prinz-Max-Palais aus, bevor sie größere Räume im Zentrum für Kunst und Medien erhielt.
Seit 27. März 2014 steht die Greif-Bronze des Leibgrenadierdenkmals, welches im Zuge des Baus des Stadtbahntunnels, als Teil der Kombilösung, bereits im Jahr 2010 abgebaut wurde, an der südöstlichen Ecke des Gartens.